# Angleterre-Fidji en rugby à XV
Cet article présente l'historique des confrontations entre l'équipe d'Angleterre et l'équipe des Fidji en rugby à XV. Les deux équipes se sont affrontées à huit reprises, dont deux fois en Coupe du monde. Les Anglais ont remporté sept rencontres contre une pour les Fidjiens.

## Les confrontations

### Confrontations officielles
Voici la liste des confrontations entre ces deux équipes :
| No | Date              | Lieu                                      | Match              | Score   | Compétition                      |
| -- | ----------------- | ----------------------------------------- | ------------------ | ------- | -------------------------------- |
| 1  | 16 juin 1988      | Stade national, Suva — Fidji              | Fidji – Angleterre | 12 – 25 | Test match                       |
| 2  | 4 novembre 1989   | Stade de Twickenham, Londres — Angleterre | Angleterre – Fidji | 58 – 23 | Test match                       |
| 3  | 20 juillet 1991   | Stade national, Suva — Fidji              | Fidji – Angleterre | 12 – 28 | Test match                       |
| 4  | 20 octobre 1999   | Stade de Twickenham, Londres — Angleterre | Angleterre – Fidji | 45 – 24 | Coupe du monde (poule B)         |
| 5  | 10 novembre 2012  | Stade de Twickenham, Londres — Angleterre | Angleterre – Fidji | 54 – 12 | Test match                       |
| 6  | 18 septembre 2015 | Stade de Twickenham, Londres — Angleterre | Angleterre – Fidji | 35 – 11 | Coupe du monde (poule A)         |
| 7  | 19 novembre 2016  | Stade de Twickenham, Londres — Angleterre | Angleterre – Fidji | 58 – 15 | Test match                       |
| 8  | 26 août 2023      | Stade de Twickenham, Londres — Angleterre | Angleterre – Fidji | 22 – 30 | Test match                       |
| 9  | 15 octobre 2023   | Stade Vélodrome, Marseille — France       | Angleterre – Fidji | 30 – 24 | Coupe du monde (quart de finale) |

### Confrontations non-officielles
| No | Date         | Lieu                         | Match                 | Score   | Compétition  |
| -- | ------------ | ---------------------------- | --------------------- | ------- | ------------ |
| —  | 28 août 1973 | Stade national, Suva — Fidji | Fidji – Angleterre XV | 12 – 13 | Match amical |